# Ospedaletti

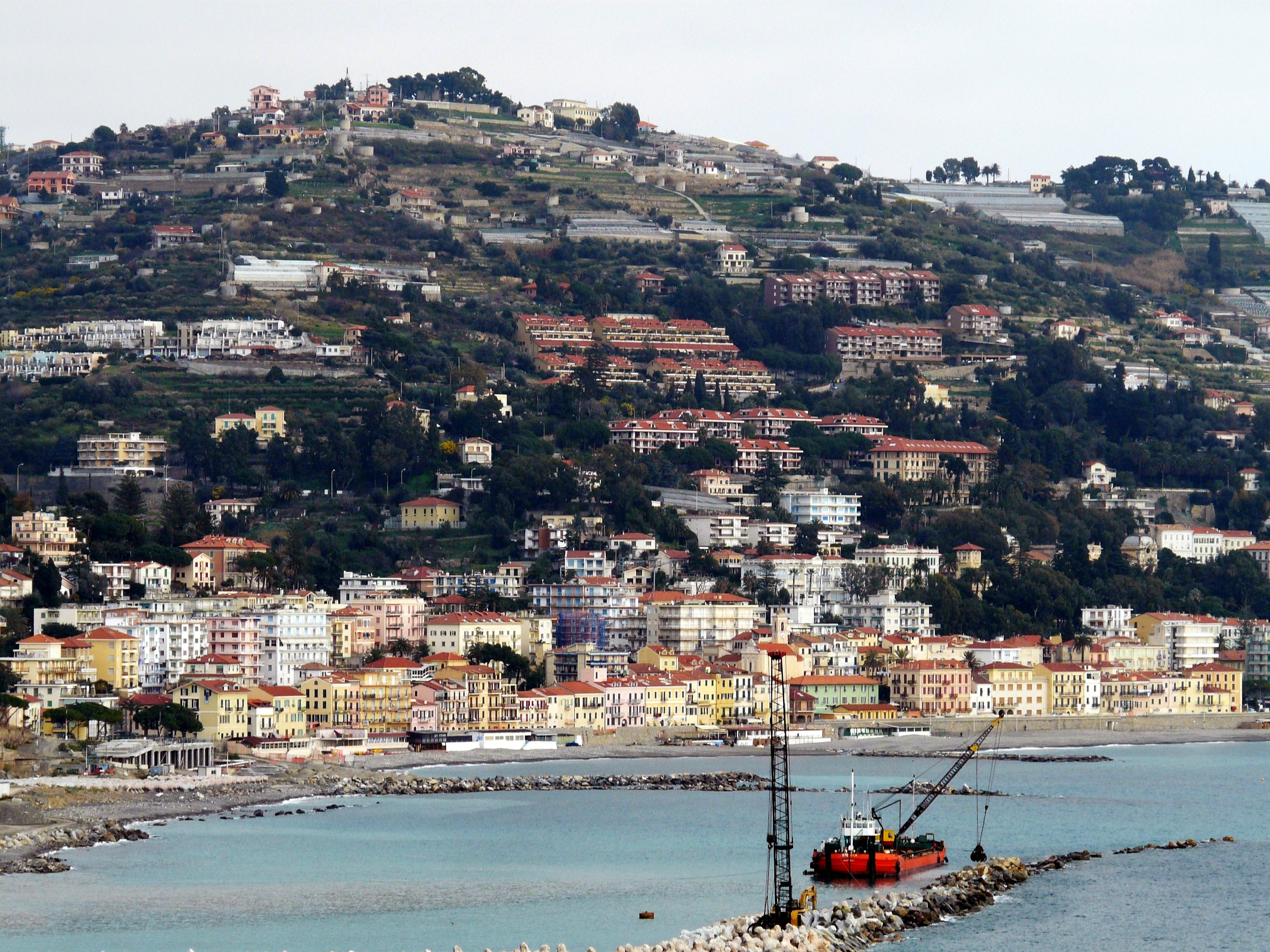

Ospedaletti (im Ligurischen: Spiaréti) ist eine norditalienische Gemeinde mit 3167 Einwohnern (Stand 31. Dezember 2023) in der Region Ligurien, politisch gehört sie zur Provinz Imperia.

## Geographie
Ospedaletti liegt in einem natürlichen Amphitheater zwischen Capo Nero und Capo Sant’Ampelio. Von Sanremo ist die Gemeinde circa sechs Kilometer und von der Provinzhauptstadt Imperia circa 30 Kilometer entfernt.
Die üppige, subtropische Vegetation, die nahtlos in einen gemäßigten und größtenteils vornehmen Urbanisierungsraum übergeht, macht Ospedaletti zu einem beliebten Ausflugsziel an der Riviera dei Fiori.
Nach der italienischen Klassifizierung bezüglich seismischer Aktivität wurde die Gemeinde der Zone 2 zugeordnet. Das bedeutet, dass sich Ospedaletti in einer seismisch moderat bis hoch aktiven Zone befindet.

## Klima
Das Klima von Ospedaletti ist gemäßigt. Die Gemeinde wird unter Klimakategorie C klassifiziert, da die Gradtagzahl einen Wert von 1057 besitzt. Das heißt, die in Italien gesetzlich geregelte Heizperiode liegt zwischen dem 15. November und dem 31. März für jeweils 10 Stunden pro Tag.

## Gemeindepartnerschaften
- Ospedaletti unterhält eine Partnerschaft mit der französischen Gemeinde Soulac-sur-Mer.